# Go-Hanazono Tennō
Go-Hanazono Tennō (後花園天皇?) (10 de julio de 1419-18 de enero de 1471) fue el 102.º emperador de Japón, según el orden tradicional de sucesión. Reinó del 7 de septiembre de 1428 hasta el 21 de agosto de 1464. Su nombre personal era Hikohito (彦仁?).

## Genealogía
Hijo mayor del príncipe imperial Fushimi-no-miya Sadafusa (伏見宮貞成親王) (1372-1456). Su madre era Yukiko (幸子) (1390-1448), hija de Niwata ?? (庭田経有).
Su padre era el tercero de la línea Fushimi-no-miya y nieto del emperador pretendiente del Norte  Sukō, haciendo a Go-Hanazono el bisnieto de Sukō y primo tercero a su predecesor, el Shōkō Tennō. Era también chozno del Go-Fushimi Tennō. Esta es la segunda relación más alejada entre un emperador y su sucesor después que entre el emperador Go-Komatsu (sexto pretendiente del Norte y 100.º en la línea principal) y su predecesor en la línea oficial, el emperador Go-Kameyama, quien era su primo cuarto.
- Consorte: Ōinomikado (Fujiwara) Nobuko ?? (大炊御門（藤原）信子) 
  - Primera hija: Princesa Kanshin (観心女王)
  - Primer hijo: Príncipe imperial Naruhito (成仁親王) (emperador Go-Tsuchimikado)

## Vida
Debido a que el Emperador anterior, el Shōkō Tennō no tuvo hijos, el retirado Emperador Go-Komatsu necesitaba asegurar la herencia Jimyōin contra la línea Daikakuji, antes de que Emperador Shōkō muriera, adoptó un hijo fuera de la casa Fushimi-no-miya, quien se convirtió en el Emperador Go-Hanazono después de la muerte de Shoko.
Hasta 1433, cuando Go-Komatsu murió, gobernó bajo él pues era Emperador Enclaustrado. Después de esto, hubo cerca de 30 años de gobierno imperial directo, hasta su abdicación el 21 de agosto de 1464 cuando el gobierno por emperadores enclaustrados fue reasumido por él mismo.
El 18 de enero de 1471, falleció.
El Shōgun Ashikaga Yoshimasa, dándose el gusto de lujos, fue regañado por el Emperador.

## Eras de su reinado
Con 8 cambios de era, el reinado del Emperador Go-Hanazono es vinculado con el del Emperador Go-Daigo por el récord del que más eras ha tenido.
- Shōchō
- Eikyō
- Kakitsu
- Bunnan
- Hōtoku
- Kyōtoku
- Kōshō
- Chōroku
- Kanshō